# Dom-Beguinen-Haus
Dom-Beguinen-Haus ist die Bezeichnung für zwei Wohnhäuser in Havelberg.

## Altes Dom-Beguinen-Haus

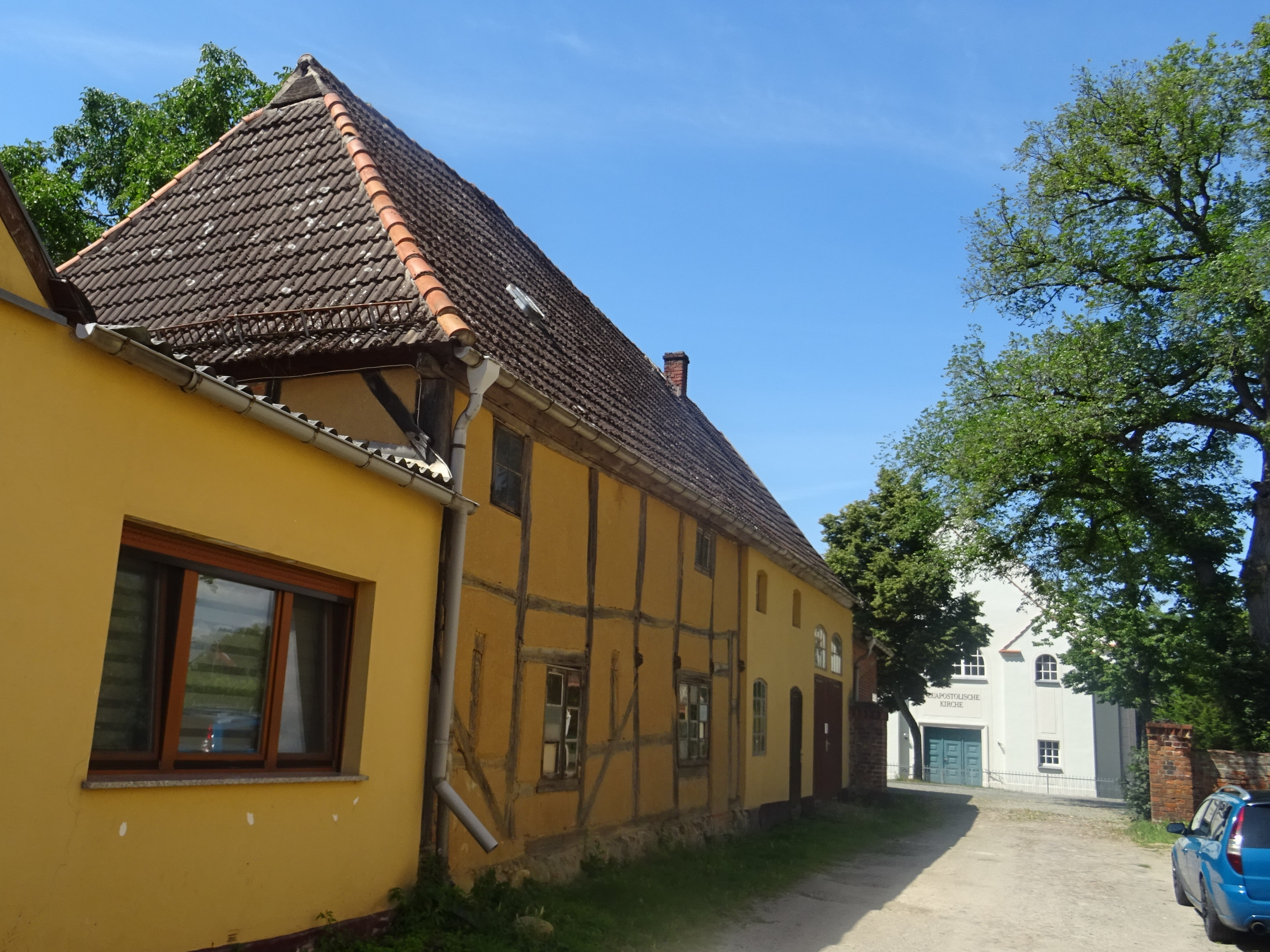
Altes Dom-Beguinen-Haus

In der Straße An der Freiheit 1 in der Domfreiheit in Havelberg befindet sich ein zweistöckiges Wohnhaus.
An dessen Stelle stand ein älteres Gebäude, das bis 1558 von sieben Beginen bewohnt wurde. Dieses wurde danach  von der Dom-Hospital-Stiftung als Unterkunft für arme Personen genutzt.
Etwa im 18. Jahrhundert wurde dort ein neues Gebäude gebaut.
Dieses wurde im 20. Jahrhundert auch als Werkstatt genutzt.
Es ist weiterhin im Besitz der Dom-Hospital-Stiftung und  gehört zu den Kulturdenkmälern der Stadt.

## Dom-Beguinen-Haus
In der Straße Müllertor 5 steht ein zweistöckiges Wohnhaus. Dieses wurde 1893  errichtet und für alleinstehende ältere Damen zur Verfügung gestellt. 
Um 1993 wurde es an einen privaten Eigentümer verkauft. Aus dem Erlös wurde die evangelische Dom-Hospital-Stiftung wiederbelebt, die seitdem  kirchliche Projekte finanziert.
Der rote Backsteinbau trägt an der Fassade die Inschriften 1658 (irrtümlich für 1558), Dom Beguinen Haus und 1893. Es gehört zum Baudenkmalkomplex Domfreiheit.